# Dead Rising
Dead Rising (デッドライジング?, Deddo Raijingu) è un videogioco survival horror d'azione del 2006, sviluppato da Capcom Production Studio 1 e pubblicato da Capcom per Xbox 360. Nel 2009 è stato realizzato un remake del gioco per Nintendo Wii, intitolato Dead Rising: Chop Till You Drop, mentre nel 2010 è uscito Dead Rising 2, il primo sequel della serie. Nel 2016, in occasione del decimo anniversario, Capcom ha pubblicato un porting del gioco originale per PlayStation 4, Xbox One e Microsoft Windows.
Il 19 settembre 2024 è uscita la Dead Rising Deluxe Remaster, una versione aggiornata del gioco, su PlayStation 5, Xbox Series X e Series S e Microsoft Windows.

## Trama
Il gioco è ambientato in un centro commerciale colmo di zombi nel bel mezzo di una cittadina del Colorado chiamata "Willamette" e si svolge in tre giorni a partire dal 19 settembre 2006. Nel gioco si impersona Frank West, un fotoreporter freelance che grazie al suo istinto intuisce che nella cittadina di Willamette è successo qualcosa di grande visto che le comunicazioni sono state interrotte e che l'esercito blocca tutte le strade.
Decide così di pagare un pilota di elicottero che lo porti a vedere cosa succede. Dopo alterne vicende il pilota dell'elicottero è costretto ad abbandonare Frank sul tetto del centro commerciale della cittadina. Sul tetto incontra Carlito, uno dei pochi superstiti che gli spiega che gli zombi hanno assaltato la città e che pochi fortunati si sono rinchiusi nel centro commerciale.
Qui inizia la vostra avventura: lo scopo principale è quello di sopravvivere 72 ore (6 reali) dopo di che il pilota dell'elicottero tornerà a prendervi; le 72 ore potete decidere di trascorrerle come meglio vi aggrada: uccidere più zombi possibili con tutti gli oggetti disponibili da prendere dai vari negozi che spaziano dalla motosega fino alla spada laser giocattolo oppure cercare di svelare il mistero che ha colpito la cittadina di Willamette.
Scesi al centro commerciale incontrerete dei superstiti che vi chiederanno di aiutarli nel barricarsi dentro il centro. Raggiungete una grata dove ci sono delle panchine e del cibo e oltre la grata intravedete un superstite, il dottor Barnaby. Appena dopo averlo visto, una vecchia, vedendo il suo cane Madonna fuori dalla barricata, tra gli zombi, aprirà le porte consentendo l'accesso ai morti viventi e condannando a morte i presenti. Ripreso il controllo di Frank apparirà una figura di nome Brad che inviterà sia voi che i superstiti a raggiungerlo in cima alle scale dalle quali voi siete appena scesi, facendo il percorso a ritroso tornerete nella sala di sicurezza, lì Otis, il custode, sigillerà la porte per impedire l'ingresso agli zombi. Per accedere di nuovo al centro commerciale passerete attraverso un condotto dell'aria aperto da voi stessi, per scoprire che le sanguinose orde di morti-viventi cannibali, non sono l'unica minaccia dalla quale vi dovrete difendere.
Da qui in avanti si può decidere se allenare il protagonista fino al livello 50, anche scortando i superstiti nelle sale di sicurezza, che affrontare diversi casi fino a scoprire la tremenda verità.
Terminata la Modalità 72 ore, si sblocca la Modalità Extra che inizierà con Frank che si sta per trasformare in zombi e Isabela che darà al giocatore un elenco di cose da recuperare per guarire da questa maledizione. Trovati gli oggetti bisogna scappare dal centro commerciale attraverso le condutture dell'acqua aperte dalla caduta dell'elicottero. Finito di attraversarle si arriva all'ultimo boss, Brock, a capo dell'operazione che vuole tenere celati i segreti di Willamette e che ha già soffocato i segreti della distruzione del villaggio da cui provengono i fratelli Isabela e Carlito. Dopo averlo ucciso, gli zombi circonderanno sia Frank che Isabela. Frank salirà sul carro armato, dopo aver gettato Brock in pasto agli zombi mentre Isabela sarà sulla jeep capovolta. Dopo qualche secondo non apparirà niente, tranne una scritta che racconta che Frank e Isabela hanno detto tutto in TV, solo che, come ogni altra cosa, non è durata più di qualche tempo in questo mondo così saturo.

### Finali alternativi
Nel gioco si sviluppano vari video con dei finali alternativi e li si ottengono a seconda degli obiettivi raggiunti dal giocatore. Qui di seguito:
- Finale A: quello canonico, qui sopra citato. Si devono completare tutti gli obiettivi storia (qui detti Casi), parlare con Isabela alle ore 10:00 e arrivare alla piattaforma dell'elicottero dopo 72 ore.
- Finale B: non si completano tutti i Casi, ma si raggiunge l'appuntamento con l'elicottero. Frank chiederà a Ed di trasportare anche i sopravvissuti. Un testo affermerà che l'incidente di Willamette resterà ignoto e altre epidemie si svilupperanno presso altre cittadine americane.
- Finale C: si completano i Casi, ma non si riesce a parlare con Isabela. Da un altro tetto Ed noterà l'assenza di Frank all'appuntamento, poi verrà aggredito da uno zombi. Il testo finale affermerà che Willamette verrà messa in quarantena dall'esercito a causa di una malattia epidemica sconosciuta, senza contraddizioni dal popolo americano civile e mediatico.
- Finale D: Frank viene catturato dai militari e non riesce ad arrivare all'appuntamento con Ed. Il fotoreporter verrà portato via con un elicottero militare e l'esercito dovrà ammettere di aver preso le armi, in risposta ad una serie di incidenti avvenuti alla cittadina, incidenti però mai specificati.
- Finale E: il giocatore non completa i Casi e non raggiunge l'eliporto in tempo. Ed salverà Otis, Jessie e gli altri sopravvissuti, ma non Frank. Rimarrà sconosciuto il suo destino.
- Finale F: il giocatore non è riuscito a raccogliere in tempo le bombe di Carlito. Il piano di questi è riuscito e la pandemia si diffonde per tutti gli Stati Uniti.

## Modalità di gioco
Il videogioco mostra un'ampia gamma di armi e oggetti utili nella lotta contro gli zombi. Il giocatore non deve fare altro che interagire con l'ambiente circostante per poterle usare. La maggior parte delle armi presenti sono di uso comune, come martelli, coltelli da cucina, mazze da baseball eccetera (armi improprie). Le armi possono rompersi o esaurire i loro proiettili con l'uso, quindi bisognerebbe sostituirle o ricaricarle. Alcune possono essere migliorate sempre interagendo con l'ambiente (ad esempio, una padella può essere messa sul fuoco per provocare molti danni). Frank è anche forte, riesce a sollevare oggetti di grandi dimensioni, come panchine o registratori di cassa, e abbatterli o lanciarli sugli zombi. Alcune armi si presentano inutili e servono solamente per puro scopo umoristico (ad esempio, le maschere servono soltanto ad accecare gli zombi) oppure riprendono vari riferimenti culturali, come la spada laser giocattolo di Star Wars o il Megabuster dalla serie Mega Man. Nel gioco sono presenti pochi veicoli, che possono servire per andare incontro a file di zombi.
Alcuni libri nelle librerie del centro commerciale sono utili bonus per il giocatore, concedono ad esempio l'abilità di aumentare i danni o punti esperienza di date azioni. Cibi e bevande possono essere consumate dal giocatore. Alcune bevande possono essere miscelate in Succhi, che offrono vari effetti temporanei. Attraverso il gioco e alcuni mini-giochi presenti nei contenuti scaricabili, il giocatore può indossare dei vestiti (che però non danno alcun beneficio, se non puramente estetico).
Frank può aumentare la propria esperienza sbloccando vari attacchi speciali attraverso il salvataggio dei superstiti, la sconfitta di zombi e psicopatici e risolvendo i Case Files. Essendo fotoreporter ha la possibilità di "fotografare" varie scene nel corso dell'avventura per completare il suo reportage. Più è alto il livello emotivo, maggiori sono i punti che Frank accumula. Le fotografie hanno cinque generi: orrore (gli zombi e le scene gore), buffa (eventi o scene umoristiche come zombi in maschera), erotica (donne superstiti o zombi femminili con seno e inguine messi al fuoco), drammatica (eventi drammatici come le reazioni dei superstiti) e violenta (morte di zombi e personaggi in generale).

### Superstiti
Molta gente è riuscita a scampare all'epidemia e si è rifugiata nel centro commerciale. Frank, con l'aiuto di Otis e delle sue telecamere, dovrà aiutarli e metterli in salvo dai morti viventi scortandoli direttamente alla camera di sicurezza. A causa della loro scarsa intelligenza artificiale, il giocatore dovrà fare molte pause se non vuole rischiare che i suoi superstiti vengano divorati dagli zombi; a molti si possono passare delle armi (le donne tendono a prendere armi leggere) e possono difendersi egregiamente se supportati. Altri, troppo impauriti o incapaci di difendersi, devono essere trascinati per la mano. Altri ancora, troppo stanchi, feriti o ubriachi per reggersi sui piedi e quindi impossibilitati a seguire Frank, devono essere portati in braccio o sulle spalle del giocatore. In tutto il gioco, non includendo il Culto del Vero Occhio e le Forze Speciali (vedere sotto), vi sono circa 88 superstiti, ma solo 78 vengono contrassegnati nel diario da reporter di Frank: in tale diario i personaggi vengono suddivisi in superstiti (inclusi i personaggi principali), in psicopatici (vedi sotto) e in vittime (personaggi non salvabili nella storia).
Se Frank attacca varie volte la gente che deve soccorrere, questi inizieranno ad attaccarlo o a non seguirlo più. Stessa cosa succede se si attacca un partner o un membro di un piccolo gruppo. In modalità Infinito sono tutti ostili verso l'eroe insieme agli psicopatici. I superstiti trasportano armi varie o, in generale, cibo.

### Modalità Infinito
Giocando si può sbloccare la modalità Infinito, dove Frank deve semplicemente sopravvivere ad ogni costo, affrontando zombi, psicopatici e anche gli altri superstiti. La sua salute diminuirà ad ogni minuto e deve costantemente nutrirsi per non morire di fame. Il cibo si trova anche addosso agli altri personaggi del videogioco. In questa modalità i progressi non si possono salvare, l'orologio non è visualizzabile e la macchina fotografica non serve.

## Personaggi
- Frank West: fotoreporter freelance professionista, protagonista del videogioco. Inizialmente motivato a rifarsi la carriera, decide di scoprire la verità sull'epidemia zombi e di allertare l'America del pericolo che sta correndo. Comparirà nel sequel Dead Rising 2: Case West e nel gioco non canonico Dead Rising 2: Off the Record.
- Isabela Keyes: donna misteriosa, sembra che sappia tutto sull'origine dell'epidemia. Sorella di Carlito. Inizialmente diffidente nei confronti di Frank, diverrà sua fidata alleata. Sarà lei che svilupperà un farmaco e un repellente contro l'epidemia. Ricomparirà in Dead Rising 2: Case West.
- Carlito Keyes: fratello maggiore di Isabela e l'antagonista principale del gioco, c'è lui dietro l'epidemia scoppiata a Willamette. Sopravvissuto all'incidente zombi di Santa Cabeza, è motivato dalla vendetta nei confronti del governo americano. Sempre lui darà inizio all'espansione del virus su tutto il territorio statunitense. Morirà durante l'avventura.
- Brad Garrison: agente del DHS, si occupa della sicurezza del rifugio nel centro commerciale ed è impegnato a dare la caccia a Carlito. Fallirà nel tentativo, venendo infettato dal virus.
- Jessica "Jessie" McCarney: come Brad, è un agente del DHS. È incaricata alla sicurezza del rifugio. Anche lei verrà infettata dal virus.
- Otis Washington: l'anziano custode del centro commerciale, anche lui sopravvissuto all'epidemia. Aiuterà Frank a realizzare degli scoop fotografici o lo indirizzerà al salvataggio dei sopravvissuti sparsi nel centro. Otis riuscirà a scappare con questi.
- Dottor Russell Barnaby: ricercatore genetico, intento a trovare una soluzione al sempre maggior consumo di carne da parte del popolo americano. Durante la ricerca creò erroneamente degli animali zombi, delle vespe, che infettarono in breve gli esseri umani e condannarono la città di Santa Cabeza. Finirà lui stesso trasformato in zombi durante l'avventura.
- Ed DeLuca: il pilota dell'elicottero che trasportava Frank sopra Willamette. Da quest'ultimo gli è stato richiesto di ritornare tre giorni dopo a riprenderlo in cambio di una piccola partecipazione della storia. Al termine dei tre giorni morirà schiantandosi col mezzo, mentre veniva aggredito da uno zombi a bordo.
- Brock Mason: antagonista secondario e boss finale del gioco, è il leader delle Forze Speciali degli Stati Uniti d'America, è stato incaricato di ripulire l'incidente e quindi nascondere la faccenda ai media e alla popolazione civile. Si scontrerà con Frank e Isabela guidando un carro armato, poi si batterà nel corpo al corpo col reporter. Alla fine verrà battuto e divorato dagli zombi.

## Sviluppo
Il titolo è chiaramente ispirato al film del 1978 Zombi di George Romero e, proprio come al film, è caratterizzato da una grande quantità di scene sanguinose tipiche del genere splatter.

## Nemici

### Zombi e vespe
I nemici più comuni, nonché gli elementi cardine del videogioco. Sono gli esseri umani residenti di Willamette infettati dalle vespe mutanti Ampulex Compressa Giganteus. Trattasi di insetti geneticamente modificati sviluppati in laboratorio dal dottor Barnaby a Santa Cabeza, al tempo in cui si cercava una soluzione al sempre maggiore consumo di manzo negli Stati Uniti d'America, il quale avrebbe presto portato ad una grave crisi. Una vespa scappò, provocando una vera e propria epidemia nella cittadina sudamericana. Carlito si impossesserà invece di alcuni esemplari, dando così inizio all'epidemia di Willamette per vendetta. Gli insetti hanno un proprio ciclo vitale, il quale coincide con il processo d'infezione dei corpi umani e la conseguente comparsa degli zombi:
1. una femmina fecondata da un maschio sviluppa e conserva nel proprio grembo le uova;
2. appena si imbatte in un essere umano sano lo punge, iniettandogli le uova ed un particolare virus;
3. il virus iniettato previene efficacemente sul sistema immunitario, in modo da non destare allarmi di contaminazione e lasciando così che le uova si mantengano all'interno dell'individuo senza che egli ne sia consapevole o le espella in alcun modo.
4. il virus muore e la larva, completamente sviluppata, esce dall'uovo ed espelle un particolare feromone che stimola l'appetito dell'essere umano e ne inibisce le facoltà intellettive, trasformandolo così in un essere guidato unicamente dal bisogno di muoversi e di nutrirsi di carne umana e che non sente né dolore né fatica (alcuni paiono però ancora semi-coscienti, in quanto svolgono azioni normali come spingere carrelli o far rotolare bombole di propano). Inoltre, il corpo dell'infetto si deteriora, come se fosse in stato di putrefazione. Il neonato zombi inizia così a sbranare tutti gli esseri umani in cui si imbatte (vivi o morti che siano), mentre la larva al suo interno assorbe le sostanze nutritive che egli ingerisce, sviluppandosi e crescendo. Agli umani (o ai cadaveri umani) sbranati entrano in circolo le uova ed il virus (nel frattempo riprodottosi) mediante lo scambio di fluidi corporei che avviene tra di essi e l'infetto al momento dell'attacco. Da quel momento, al corpo infetto restano mediamente 24 ore prima della mutazione in zombi (anche se tutto dipende dalla sua naturale resistenza fisica e dalla gravità, dalla posizione e dal numero delle ferite infette). Gli zombi attaccano in massa (i gruppi possono anche sopraggiungere composti da centinaia di creature) e di notte si fanno più tenaci ed aggressivi. Alcuni impugnano inconsapevolmente armi (come pistole, manganelli o coltelli) di cui il giocatore si può appropriare una volta eliminati, mentre altri ancora hanno capacità dovute a ciò che erano in precedenza o che indossano (zombi grassi e/o con elmetti da operaio edile sono più forti e/o resistenti).
5. una volta adulta, la vespa divora il corpo ospite dall'interno (uccidendolo) e ne fuoriesce, pronta a procreare ed a spargere ulteriormente e più efficacemente l'infezione.
Le larve sono molto protettive nei confronti degli altri esemplari della propria specie: infatti, se Frank fa in modo che una vespa regina muoia davanti ad un gruppo di zombi, le larve all'interno delle loro teste premeranno nel tentativo di salvarla, fuoriuscendo violentemente ed uccidendoli. Sebbene gli zombi siano i nemici più comuni del gioco, non è raro imbattersi in gruppi di vespe prive di un corpo ospite, o anche in vespe regine, ben più grandi e pericolose delle normali operaie, sulle quali hanno il controllo (così come sugli zombi, in quanto anch'essi controllati dalle larve). Inoltre, in Dead Rising: Chop Till You Drop è possibile imbattersi anche in barboncini (simili al cane Madonna) o pappagalli zombi infettati e mutati allo stesso modo degli umani ed anch'essi controllati dalle vespe regine (più avanti nel gioco, i pappagalli inizieranno addirittura a trasportare granate da lanciare sul giocatore).

### Psicopatici
Allo scoppio dell'epidemia parecchia gente è andata letteralmente fuori di testa. Non tutti però sono dei veri e propri psicopatici: alcuni se ne approfittano della situazione commettendo delle vere e proprie azioni criminali. Altri sono molto prudenti e asociali e indiscriminatamente uccidono sia zombi che sopravvissuti. A volte persone che non sono né pazze né immorali vengono scambiate per psicopatici (ad esempio, Brock e, all'inizio, Isabela). Fungono tutti da boss e mini-boss e solitamente presentano degli ostaggi. Qui sotto l'elenco:
- Kent Swanson: un giovane fotografo, l'unico degli psicopatici ad apparire costantemente per tutti e tre giorni di attesa. Chiederà la collaborazione di Frank su alcuni suoi scatti o lo sfida all'esecuzione di foto drammatiche, erotiche e violente. Tuttavia, è così intenzionato nella ricerca di uno scoop che non si fa scrupoli a mettere a rischio la vita altrui, come lasciar zombificare un superstite davanti ai suoi occhi. Se Frank glielo impedirà arrivando all'appuntamento alle 12:00, lui lo attaccherà e Frank si ritroverà costretto a ucciderlo. Se Frank raggiungerà il luogo dell’appuntamento dopo le 12:05, Kent lo rapirà e, dopo averlo spogliato di vestiti e armi, tenterà di fotografare la sua morte. Attacca con una pistola e calciando come Frank, ed è molto abile nello schivare gli attacchi. Inoltre Frank non può utilizzare armi ed è legato da una lunga catena al soffitto, limitandone i movimenti. In punto di morte chiederà a Frank di fargli una foto, ma questi rifiuterà. In Dead Rising: Chop Till You Drop apparirà in versione zombi.
- Cletus Samson: titolare di un negozio d'armi, ubriacone e asociale. Non permette a nessuno di avvicinarsi a lui e alle sue armi, oggetti che sono indispensabili ai superstiti per combattere gli zombi. Usa un fucile da caccia e beve vino per ripristinare la propria salute. Quando verrà sconfitto tenterà di fuggire, accusando Frank di essere arrivato a uccidere pur di impossessarsi delle sue armi, ma verrà mangiato da uno zombi (sua precedente vittima). In Dead Rising: Chop Till You Drop si ha la possibilità di salvarlo dai morti viventi e diviene così alleato di Frank, vendendo le sue armi.
- Adam MacIntyre: Frank lo incontra mentre andava a controllare lo strano malfunzionamento delle montagne russe presenti nel centro commerciale. Adam vi ci lavorava come clown, ma restò scioccato quando vide il suo amato pubblico fatto a pezzi dagli zombi. È lui che mantiene attiva la giostra per impedire ai morti di avvicinarsi e sperando così nel ritorno del pubblico, e cercherà di ostacolare Frank. Eccelle nelle acrobazie, ha una motosega per ogni mano, sputa un getto di fiamme dalla bocca, lancia coltelli e gonfia palloncini ripieni di gas soffocanti. Quando verrà sconfitto cadrà, ridendo, sulle sue stesse motoseghe, restandone squarciato.
- Cliff Hudson: veterano della guerra del Vietnam e psicologicamente influenzato dalle atrocità commesse nel periodo, Cliff si è insidiato in un negozio di ferramenta dove attacca e trucida gli zombi. Accusa Frank di essere un Viet Cong ed è intenzionato a farne suo "prigioniero di guerra". È alto e forte, combatte usando un machete e lanciando piccoli petardi o bombe a mano e sguscia velocemente in mezzo agli scaffali o ai condotti presenti nel negozio. Prima di morire riprenderà abbastanza lucidità e confesserà a Frank di essere uscito di senno quando sentì le urla di sua nipote divorata dagli zombi. In Dead Rising: Chop Till You Drop è uno zombi, munito di due machete.
- Jo Slade: una grassa ufficiale di polizia molto sadica, ha rapito quattro ragazze e le minaccia di abusarle sessualmente. Le tiene in ostaggio in un negozio di abbigliamento. Frank tenterà di liberarle. Jo è molto alta e resistente e combatte con un manganello, un taser e una pistola. Se la prende anche con gli ostaggi. In Dead Rising: Chop Till You Drop appaiono due versioni zombi di lei, una con la camicia blu e l'altra con la camicia marrone, ed entrambe sono molto forti e dotate di taser.
- Famiglia Hall: Roger Hall e i suoi due figli, Jack e Thomas, si sono armati di fucili di precisione non solo per eliminare gli zombi, ma anche altri superstiti, convinti di esserne costretti per sopravvivere. Dei membri solo Thomas è il meno convinto della cosa, ma si farà lo stesso coinvolgere. Il loro stile di combattimento è scarso, tendono ad attaccare Frank da lontano con le loro armi piuttosto che intraprendere lotte corpo a corpo. Nella Deluxe Remaster, se Roger e Jack vengono uccisi prima di Thomas, quest'ultimo non attaccherà più Frank e si limiterà a rimanere nell'Entrance Plaza piangendo per la morte dei suoi familiari. Inoltre, non si potrà salvare e nel diario di Frank sarà segnato come "PERDUTO".
- Sean Keanan: misterioso sessantaduenne, leader del culto del Vero Occhio. Sacrifica con i suoi seguaci i superstiti, convinto di impedire loro di diventare zombi, che sono il male assoluto. Uccide anche coloro che interferiscono, come Frank, chiamandoli "eretici". Si è stabilito con l'intero culto in un cinema e attaccherà Frank con una spada cerimoniale con incredibile velocità nonostante l'avanzata età. Dopo lo scontro Sean, troppo debole, si rivolge al suo idolo (un manichino trafitto da una spada) di dargli la sua forza; per tutta risposta il manichino cadrà accidentalmente in avanti, trafiggendo Sean in un occhio e uccidendolo. Dopo lo scontro, a Frank non rimane altro che finire tutti i restanti membri del culto.
- Paul Carson: un ragazzo esperto di bombe incendiarie ed esplosivi in genere, convinto che chiunque si prenda gioco di lui e visibilmente agitato. Minaccia due superstiti con bottiglie molotov in un negozio di abbigliamento femminile. Quando verrà battuto ne accenderà ancora una, ma inciamperà all'indietro e la bottiglia gli si infrange sul pube, dandogli fuoco. Spetta poi al giocatore se salvarlo o meno; se lo fa Paul ritornerà sano di mente e gli fornirà delle bottiglie molotov.
- Steven Chapman: gestore di un negozio di alimentari. Quando Frank verrà da lui per delle medicine lo scambia per un vandalo, venuto a rubare o a distruggere nel suo amato negozio. Ha preso in ostaggio Isabela in precedenza, convinto che anche lei volesse derubarlo. Attacca caricando con un carrello della spesa, munito di coltelli, forcone e altri oggetti taglienti, e, meno frequentemente, un fucile da caccia. In punto di morte si chiederà su chi avrà cura del negozio.
- Larry Chiang: macellaio asiatico, ossessionato dal suo lavoro. Ha rapito Carlito. Sembra che voglia farci della carne tritata e considera gli esseri umani "carne fresca" e gli zombi "carne avariata". Bisogna sconfiggerlo prima che Carlito finisca nel tritacarne. Larry combatte con una mannaia, lanciando enormi pezzi di carne e ripristina la propria salute mangiando da una scatola di carne.
- Detenuti: Sam Franklin, Miguel Sanchez e Reginald Jenkins sono appena evasi di prigione e, dopo aver rubato un humvee militare, scorrazzano per il parco del centro commerciale, attaccando sia i superstiti che gli zombi. Sam guida il mezzo, Miguel brandisce una mazza da baseball e Reginald usa la mitragliatrice pesante del mezzo. Sono gli unici psicopatici non presenti nel notebook del gioco. Ogni volta che scatta la mezzanotte ricompariranno (che sia intenzionale o un glitch di qualche tipo non è noto), ma spariranno all'inizio del caso 8.

### Altri nemici
- Forze Speciali: il governo degli Stati Uniti ha deciso di far tacere la cosa con le maniere forti. I soldati sono armati di elmetti, giubbotti antiproiettile e fucili mitragliatori.
- Motori di ricerca: piccoli modellini radiocomandati di elicotteri usati dalle Forze Speciali per scovare eventuali superstiti o zombi. Se li scovano lanciano una sirena d'allarme che richiama i soldati nella zona ed intanto impegnano l'obiettivo sparandogli addosso.
- Culto del Vero Occhio: seguaci di Sean Keanan, convinti di liberare la gente dall'epidemia zombi semplicemente sacrificandola. Indossano tutti impermeabili e stivali da pioggia gialli, jeans blu e maschere verdi, sono armati di coltello e tutti non fanno altro che mormorare strane litanie. Il loro simbolo è un occhio stilizzato aperto. Se ridotto in fin di vita, un membro della setta tirerà fuori un candelotto di dinamite e tenterà di sacrificarsi con Frank in un ultimo disperato gesto. Verranno definitivamente sconfitti quando Frank avrà finito di affrontare Sean.

## Dead Rising: Chop Till You Drop
Dead Rising: Chop Till You Drop è la versione per Nintendo Wii del gioco, pubblicata il 19 febbraio del 2009 e successivamente, sempre nello stesso mese, in altri paesi. Venne creata dopo la recensione positiva sulla versione Wii di Resident Evil 4. La storia del gioco è rimasta pressoché uguale, ma vi sono delle sostanziali differenze. Frank, come nella modalità Infinito, non può usare la macchina fotografica. I tempi delle missioni sono differenti, più individuali. Il motore grafico non è lo stesso dell'originale, non è molto dettagliato, le dimensioni del centro commerciale e il numero di oggetti, zombi e superstiti si è drasticamente ridotto. Sono stati aggiunti delle versioni zombi di piccoli animali e di alcuni psicopatici, e dei minigiochi da sbloccare al completamento del gioco. Ridefiniti gli elementi delle armi da fuoco (pistole), consentendo al giocatore di mirare gli zombi usando il telecomando Wii, con un'alta quantità di munizioni.

## Dead Rising Deluxe Remaster
È un remake del gioco, pubblicato in formato digitale il 19 settembre 2024, con un'uscita fisica l'8 novembre 2024.
Sviluppato con il moderno RE Engine, il gioco presenta una grafica completamente rinnovata in 4K e 60 fps, con modelli dei personaggi più dettagliati, illuminazione migliorata e texture di alta qualità. Anche il comparto audio è stato potenziato, con doppiaggio completo in italiano, inclusi tutti i personaggi principali. Tra le novità più apprezzate spicca l’ammodernamento dei controlli: ora è possibile mirare e muoversi contemporaneamente, il sistema di inventario è più intuitivo e le armi mostrano la propria durabilità, migliorando l'esperienza di gioco complessiva. È stato introdotto un sistema di salvataggio automatico tramite checkpoint, superando la meccanica originale che richiedeva di salvare solo nei bagni del centro commerciale. Anche l’intelligenza artificiale dei sopravvissuti è stata migliorata, rendendoli più reattivi e meno frustranti da gestire durante le missioni di scorta. L’interfaccia utente è stata aggiornata, con una mappa più leggibile e una bussola più utile per l’orientamento. Sono stati inoltre aggiunti nuovi costumi e abilità, alcuni ispirati ad altri titoli Capcom. Tuttavia, alcune modifiche hanno comportato la rimozione di elementi dell’originale, come il sistema di punti “Erotica”, e l’adattamento di alcuni contenuti per renderli più adeguati agli standard attuali. 

## Sequel
Il 24 settembre 2010 è uscito Dead Rising 2, multipiattaforma, ambientato a Fortune City, una città che ricorda molto la vera Las Vegas.